# 148
Năm 148 là một năm trong lịch Julius. 